# Philadelphia 76ers 2007-2008
La stagione 2007-08 dei Philadelphia 76ers fu la 59ª nella NBA per la franchigia.
I Philadelphia 76ers arrivarono terzi nella Atlantic Division della Eastern Conference con un record di 40-42. Nei play-off persero al primo turno con i Detroit Pistons (4-2).

## Roster
| N° | Naz.                   | Ruolo | Sportivo         | Anno | Alt. | Peso |
| -- | ---------------------- | ----- | ---------------- | ---- | ---- | ---- |
| 1  | Canada (bandiera)      | C     | Samuel Dalembert | 1981 | 211  | 113  |
| 7  | Stati Uniti (bandiera) | G     | Andre Miller     | 1976 | 188  | 91   |
| 9  | Stati Uniti (bandiera) | GA    | Andre Iguodala   | 1984 | 198  | 94   |
| 11 | Croazia (bandiera)     | GA    | Gordan Giriček   | 1977 | 198  | 95   |
| 12 | Stati Uniti (bandiera) | G     | Kevin Ollie      | 1972 | 193  | 88   |
| 14 | Stati Uniti (bandiera) | A     | Jason Smith      | 1986 | 213  | 109  |
| 20 | Stati Uniti (bandiera) | A     | Lou Amundson     | 1982 | 206  | 102  |
| 21 | Stati Uniti (bandiera) | A     | Thaddeus Young   | 1988 | 203  | 100  |
| 23 | Stati Uniti (bandiera) | G     | Lou Williams     | 1986 | 188  | 79   |
| 25 | Stati Uniti (bandiera) | A     | Rodney Carney    | 1984 | 201  | 93   |
| 26 | Stati Uniti (bandiera) | A     | Kyle Korver      | 1981 | 201  | 95   |
| 30 | Stati Uniti (bandiera) | A     | Reggie Evans     | 1980 | 203  | 111  |
| 33 | Stati Uniti (bandiera) | G     | Willie Green     | 1981 | 193  | 91   |
| 42 | Stati Uniti (bandiera) | A     | Shavlik Randolph | 1983 | 208  | 109  |
| 52 | Stati Uniti (bandiera) | C     | Calvin Booth     | 1976 | 211  | 104  |

## Staff tecnico
- Allenatore: Maurice Cheeks
- Vice-allenatori: John Loyer, Henry Bibby, Jim Lynam
- Vice-allenatori per lo sviluppo dei giocatori: Aaron McKie, Bernard Smith, Moses Malone
- Preparatore atletico: Kevin N. Johnson
- Assistente preparatore: Scott Faust